# Gods of Egypt
Gods of Egypt är en amerikansk episk film om den egyptiska mytologin. I huvudrollerna syns Brenton Thwaites, Gerard Butler, Nikolaj Coster-Waldau, Courtney Eaton och Geoffrey Rush. Regisserad, co-skriven och co-producerad av Alex Proyas. Filmen hade premiär 26 februari 2016.

## Rollista (i urval)
- Brenton Thwaites – Bek
- Gerard Butler – Set
- Nikolaj Coster-Waldau – Horus
- Courtney Eaton – Zaya
- Geoffrey Rush – Ra
- Élodie Yung – Hathor
- Chadwick Boseman – Thot
- Bryan Brown – Osiris